# 塩澤浩二
塩澤 浩二（しおざわ こうじ）は、日本のテレビプロデューサー・映画監督。共同テレビ・フジテレビ元社員。ほとんどのテレビドラマでは、塩沢 浩二名義でクレジットされている。

## 来歴・人物
1977年 TBSの昼番組『ベルトクイズQ&Q』のアルバイトADとしてTBSの契約社員となる。
1978年 リバース企画に入社して日本テレビドラマ部へ派遣される。
1980年 制作会社テレパックとスタッフ契約。
1985年 共同テレビとプロデューサー契約。
1990年 共同スタッフ（現ベイシス）設立に参加して社員となる。
1994年 フジテレビに入社して第一制作部（ドラマ部）へ配属される。
共同テレビでプロデューサーとしてテレビドラマを多く手掛け、フジテレビドラマ部のプロデューサーとして『素顔のままで』『お金がない!』『世にも奇妙な物語』などを手掛け、女性誌でコラムなど担当した。
1997年 フジテレビ退社。
1998年 長野冬季五輪で聖火リレーの車両コーディネートなどを担当した。
のちに撮影監督として劇場映画、Vシネマやグラビアアイドルのイメージビデオを手掛ける。

## 作品

### プロデュース
- JOCX-TV2の一部の共同テレビ製作番組

#### テレビドラマ
すべてフジテレビ。
- あんみつ姫 小泉今日子主演（1983年）助監督
- 野球狂の詩 斉藤由貴主演（1985年）助監督
- みゆき（1986年） - プロデューサー補
- 探偵桃がたり（1986年） - プロデューサー補
- 未亡人は17才（1987年） - プロデューサー補
- 同級生は13歳（1987年） - プロデューサー補
- 藤子不二雄のバケルくん（1987年）
- オレの妹急上昇（1987年）
- 意地悪ばあさん（1989年）
- 意地悪お手伝いさん（1989年）
- 週刊切り絵小説 村は七色（1989年）
- 奇妙な出来事 深夜枠（1989年）
- 世にも奇妙な物語シリーズ
  - 世にも奇妙な物語（1989～90年）
  - 世にも奇妙な物語 秋の特別編（1990年）
  - 世にも奇妙な物語 冬の特別編（1991年）
  - 世にも奇妙な物語（第二期）（1991年）
  - 世にも奇妙な物語 春の特別編（1992年）
  - 世にも奇妙な物語 秋の特別編（1992年）
  - 世にも奇妙な物語 冬の特別編（1992年）
  - 世にも奇妙な物語 七夕の特別編（1994年）
  - 世にも奇妙な物語 秋の特別編（1994年）
  - 世にも奇妙な物語 春の特別篇（1995年）
- 大人は判ってくれない#1、2、4、6、9（1992年）
- 素顔のままで（1992年）
- ボクたちのドラマシリーズ 放課後（1992年）
- 白鳥麗子でございます!（1993年）
- チャンス!（1993年）
- じゃじゃ馬ならし（1993年）
- 時をかける少女（1994年）
- お金がない!（1994年）
- ヘルプ!（1995年）
- 正義は勝つ（1995年）
- 翼をください!（1996年）

### 監督
劇場映画
- センチメンタルシティマラソン／ともさかりえ主演（1999年）

#### Vシネマ
- クロウ～眠らない天使たち／中島史恵主演（1999年）プロデュース
- 氷る月／中島史恵主演（2000年）プロデュース
- くノ一忍叫伝・HOTARU／斉藤志乃、やべきょうすけ主演（2001年）プロデュース
- 女囚・K-171／キューティー鈴木主演（2002年）プロデュース
- 裏切りの挽歌～野望編／武蔵拳主演（2009年）監督
- 裏切りの挽歌～復讐編／武蔵拳主演（2009年）監督

#### イメージビデオ
1999年～2005年「PICOレーベル」「デジキューブDVD」「NANAレーベル」
優香、望月さや、川村亜紀、坂本三佳、葉山恵理、久留須ゆみ、久田めぐみ、宮路真緒、姫嶋菜穂子、眞鍋かをり、浅田翔子、小池栄子、乙葉、広瀬久実、曲山えり、MEGUMI、福井裕佳梨、武田久美子、佐藤江梨子、綾瀬はるか、くまきりあさ美、夏川純、牛川とこ、はつみちかこ、根本はるみ、仲谷かおり、瀬戸早紀、岡倉あゆ、熊田曜子、市川由衣、安田美沙子、KAORI、小川すみれ、鈴木茜、石川夕紀、海江田純子、小林恵美、伊藤あい、堀口としみ、後藤ゆきこ、他
2006年～2009年「リバプールDVD」
小松彩夏、ほしのあき、橋本愛実、玲奈、石嶋香織、あゆみ、西内裕美、藤森沙紀、吉川景子、里久鳴祐果、京本有加、小阪由佳、山崎真実、安めぐみ、白鳥百合子、川村ゆきえ、山崎真実、中川翔子、優木まおみ、川村ひかる、秋山莉奈、雛形あきこ、松山まみ、ますきあこ、滝ありさ、岩佐真悠子、松井絵里奈、相澤仁美、原幹恵、森下千里、奈津子亜希子、浜田翔子、森田涼花、高垣麗子、秋山優、中村静香、葛岡碧、鹿谷弥生、南明奈、平田裕香、田代さやか、中山恵、高部あい、鷲巣あやの、臼田あさ美、さゆり、麻亜里、星野香織、ＡＫＩＮＡ、伊藤えみ、谷桃子、村上友梨、芹那、岡本玲、他
- 西内裕美『nature girl〜自然派宣言〜』（2006年）
- 白鳥百合子『face』（2007年）
- 高部あい『ai Land』（2008年）

#### ドキュメンタリー映画
- クラシコ（2011年）製作

#### 単館映画
- 光芒～ひとすじの光（2018年）監督
- 常葉の下で～マジャライン（2020年）監督